# Skakeitan
Skakeitan est un groupe espagnol de rock, originaire de Saint-Sébastien, au Guipuscoa. 

## Histoire
En 2010, dans les studios Higain d'Usurbil, ils enregistrent le premier album qui commence à définir leur façon d'être, Ahots gabekoen ahotsa (2012). Dès lors, ils ont l'occasion de jouer aux côtés de groupes de renommée nationale et internationale, comme Manu Chao lors d'un concert devant 40 000 personnes. Fin 2014, à la suite de l'évolution du groupe, Orekariak (2014) voit le jour, également depuis les studios Higain sous la direction de Haritz Harreguyren. Pour lancer ce projet, ils optent pour le financement participatif, qui est bien accueilli par leurs followers.
En 2015, ils participent au festival Rototom Sunssplash à Benicàssim, le plus important festival de reggae d'Europe. Ils participent également à plusieurs concerts avec Bad Manners, tant au Pays basque que dans le reste de l'Espagne. Ils effectuent une tournée appelée Japan Tour en 2015 dans plusieurs salles de Tokyo et, en 2016, ils sont également présent dans plusieurs villes de Suisse.
À la fin de l'année 2016, ils présentent un nouvel album, également des studios Higain sous la direction de Haritz Harreguy, sous le titre Galera (2016) et avec neuf chansons. 

## Discographie
- 2010 : Skakeitan
- 2012 : Ahots gabekoen ahotsa (Mauka)
- 2014 : Orekariak (Mauka)
- 2016 : Galera (Mauka)
- 2017 : Galera Beats (Mauka) (remix)
- 2018 : Nola galdu denbora (Mauka)
- 2021 : Eman ez genuen kontzertua (Mauka)